# Myotis bakeri
Myotis bakeri és una espècie de ratpenat de la família dels vespertiliònids. És endèmic de l'oest del Perú (departaments de Lambayeque i Lima), on viu a altituds d'entre 200 i 335 msnm. El seu hàbitat natural són les planes àrides. Té el pelatge sedós i bicolor al dors. Pesa 3,3–5 g. Fou anomenat en honor del mastòleg estatunidenc Robert James Baker.